# Jönköpings idrottshus
Jönköpings idrottshus är en sporthall på Väster i Jönköping. Den invigdes den 19 november 1939 med en handbollsmatch mellan GoIF Fram och IFK Kristianstad och är hemmaplan för bland annat Jönköpings IK i innebandy, IF Hallby, IK Cyrus i handboll och KFUM Jönköping i volleyboll. Utöver detta finns det även lokaler för verksamhet inom styrkelyftning, boxning, karate samt bowling. Under början av 2000-talet kritiserades anläggningen flera gånger för att vara för gammal. Efter renovering återinvigdes hallen den 8 september 2012.

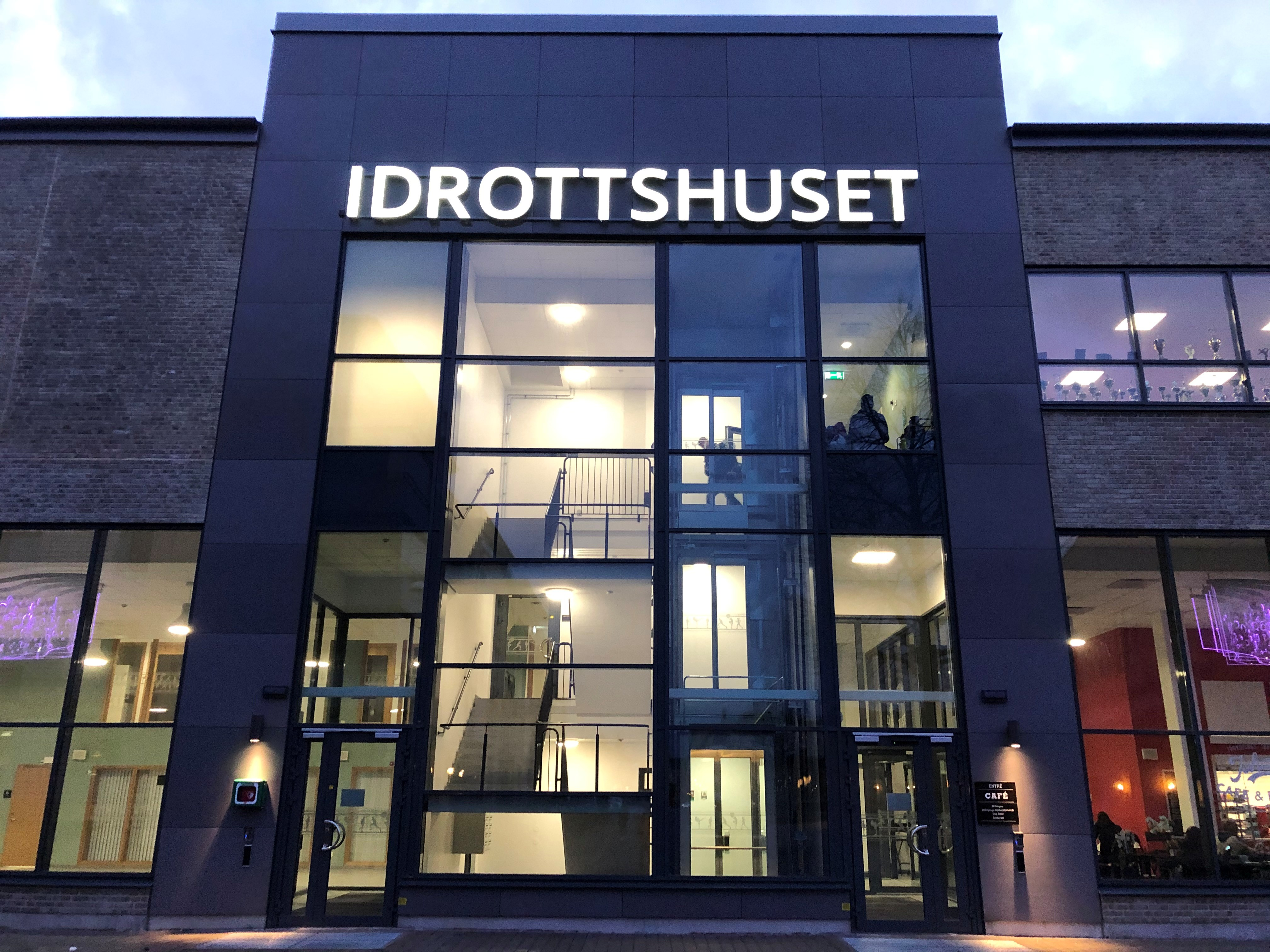
Idrottshuset i Jönköping i mars 2020, två månader efter invigningen av den nya byggnaden.

Sommaren 2017 revs gamla A-hallen för att ge plats år en ny byggnad som invigdes 2 januari 2020.. 
I Idrottshuset finns det fem fullstora sporthallar:
| Namn     | Läktarkapacitet   |
| -------- | ----------------- |
| A-hallen | 300 sittplatser   |
| B-hallen | -                 |
| C-hallen | -                 |
| D-hallen | 400 sittplatser   |
| Arenan   | 1 500 sittplatser |